# 潜望鏡

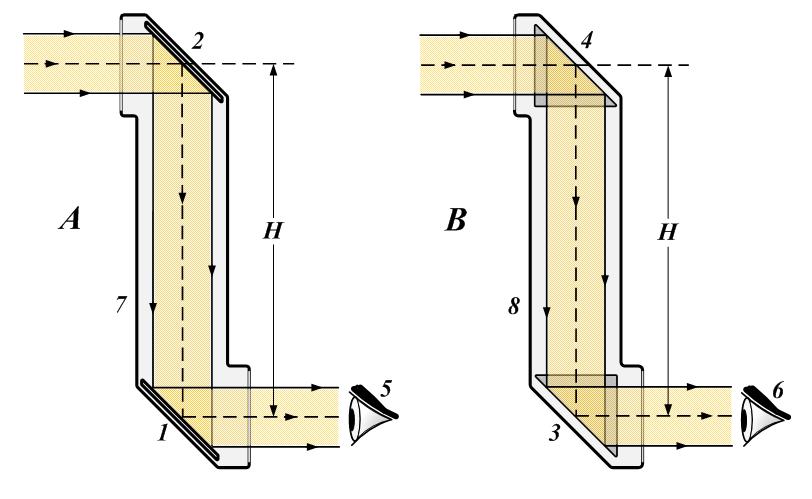
潜望鏡の原理
A - 二枚の平面鏡を用いる潜望鏡
B - 二つの直角プリズムを用いる潜望鏡
1 - 2 - 平面鏡
3 - 4 - 直角プリズム
5 - 6 - 観測者の眼
7 - 8 - 潜望鏡の管
H - 潜望鏡の光学的高さ

潜望鏡（せんぼうきょう）は、反射鏡などを利用して視点の位置を変える光学装置のことである。ペリスコープ（periscope）とも呼ばれる。反射鏡ないしプリズムを2回使って光路を折り曲げる他、レンズにより望遠鏡の機能も持たせたものが一般的である。正立望遠鏡は一般に全長が長くなるのが欠点だが、潜望鏡ではむしろそれを利用でき、また機能上も正立像が必要であるので、光学系に正立望遠鏡を使ったものが多い。

## 用途

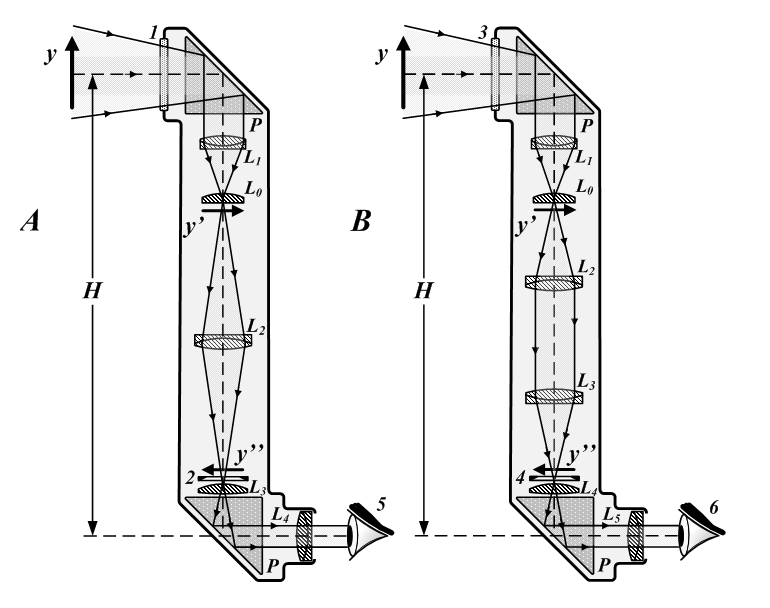
レンズ潜望鏡の原理'A - 像の補正に一枚のレンズ（L2）を用いる潜望鏡B - 像の補正に二枚のレンズ（L2-L3）を用いる潜望鏡1-3 - 潜望鏡の窓2-4 - 視野絞り、あるいは網線（レティクル）P - 直角プリズム（あるいは平面鏡）L1 - 対物レンズAのL2 - BのL2 - L3 - 像を正立させるレンズ系AのL3 - L4 - BのL4-L5 - 接眼レンズL0 - 視野レンズy - 遠方の目標物H - 潜望鏡の光学的高さ

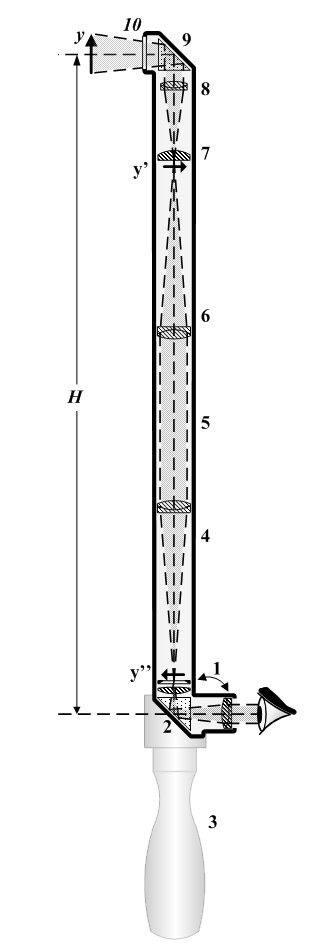
軍用の手持ち式潜望鏡の光学設計
1 - 接眼レンズ
2 - 45°直角プリズム
3 - 把手
4 - 6 - 正立レンズ系
5 - 潜望鏡の管
7 - 視野レンズ
8 - レンズ
9 - 45°直角プリズム（頂部）
10 - 窓

「潜望鏡」という日本語呼称の由来にもなったように、潜航中の潜水艦が海上の様子を観察するために用いられる。
潜水艦では目視により発見されることを避けるための難視性の他、近年はレーダーにより発見されることを避けるためのステルス性の向上も図られる。
軍事分野においては、他にも塹壕戦において塹壕の中から地上の様子を観察するために用いられたり、車外視認装置として戦車に装備されたりもする。
戦車に装備する理由は、車外視認装置として単純な覗き窓を設けるとそこが装甲上の弱点になってしまうのに対し、潜望鏡式にすれば弱点を減らせるからである。また、覗き窓を貫通されると乗員に直撃してしまうのに対し、潜望鏡式であれば潜望鏡が破損するだけで済む可能性も上がる。
バード・ウォッチングなどに使われる、簡便な携帯用の製品もある。

## 方式

### 光学式
上記のとおり、プリズムとレンズを組み合わせ、対物レンズへの入射光を光学的に屈折・反射させて接眼レンズへ届ける方式である。
双眼鏡タイプもあり、鏡筒の角度から距離の測定にも使用される。水上艦艇などの光学測距儀の距離測定の原理と同じである。

### 電子式
外部に設置したデジタルビデオカメラで撮影し、その情報を電子的に有線ないし無線で伝送してディスプレイに表示する、という方式である。電子技術の発達により解像度、感度が向上した。従来の光学的な潜望鏡と異なり、船殻に穴を開けて潜望鏡を設置する必要がなくなるため、非船殻貫通型として耐圧船殻の開口部を減らし、強度を増すことができる。画像処理を加えたり、赤外線暗視装置とすることなども可能である。
原理上自然光が頼りの光学式は、特にレンズのコーティングにより空気—レンズ面の反射率が下げられるようになる第二次世界大戦以前は、レンズ枚数が多い上にレンズ径をむやみに大きくすることもできず、暗視性能が課題であった。電子式はそういった問題がないのも利点である。

## ギャラリー

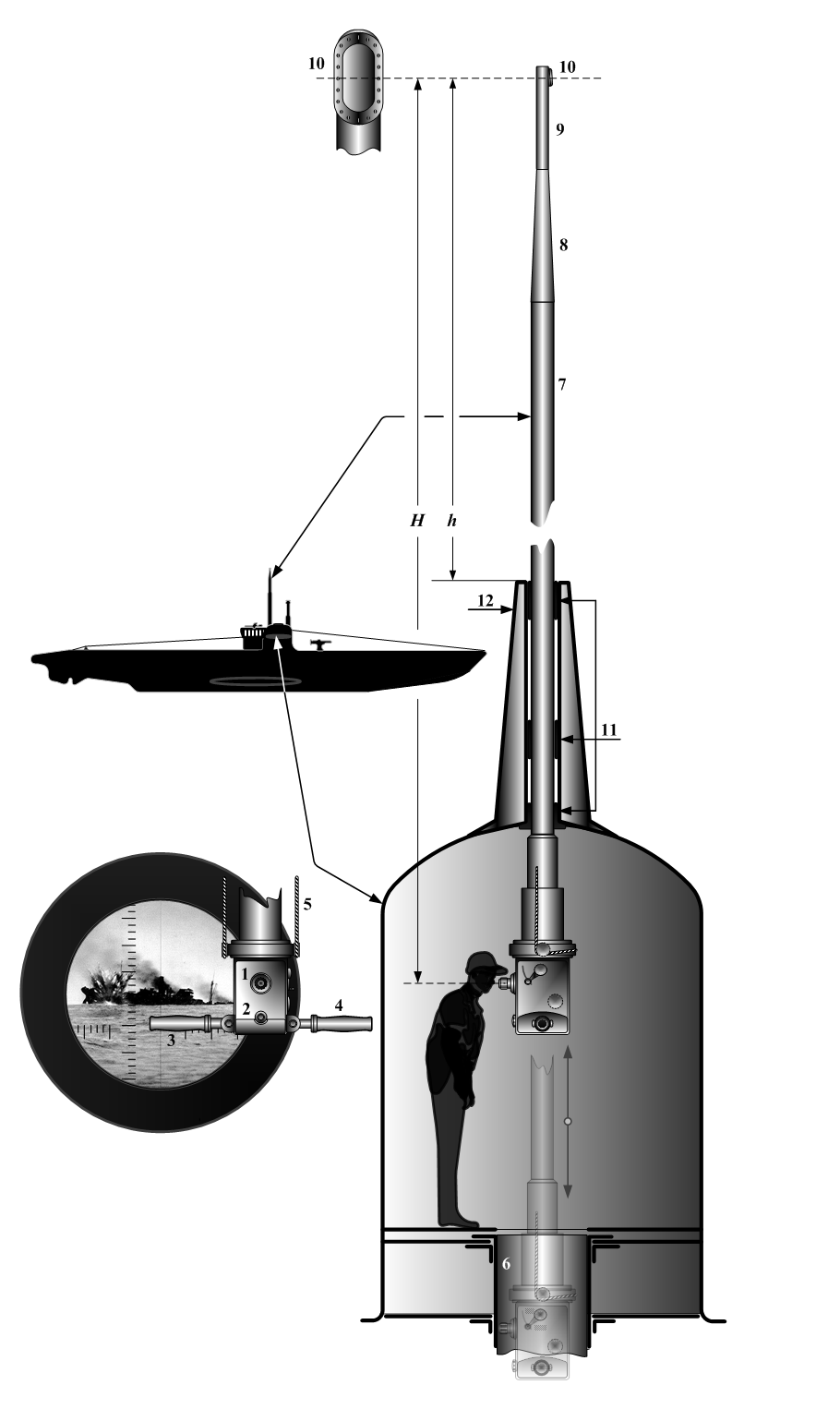
潜水艦攻撃用単眼式潜望鏡
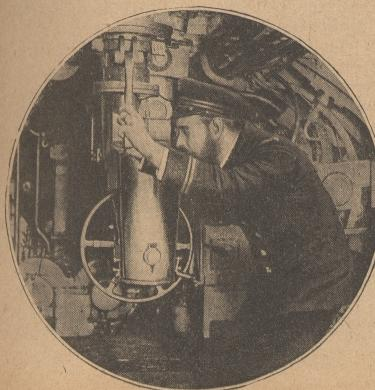
潜水艦の潜望鏡接眼部とそれを覗き込む人物（第一次世界大戦）
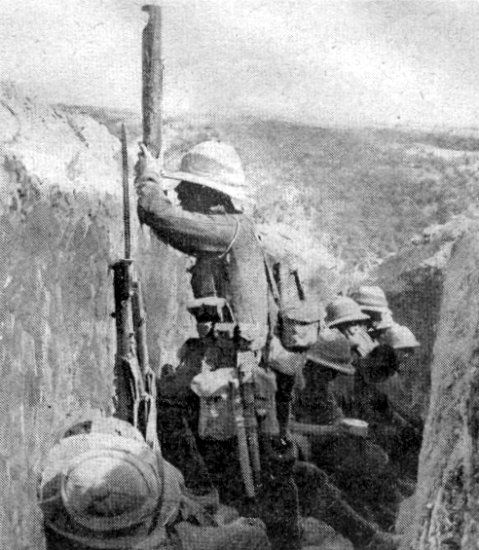
塹壕で手持ち式潜望鏡を用いるイギリス兵（1915年）
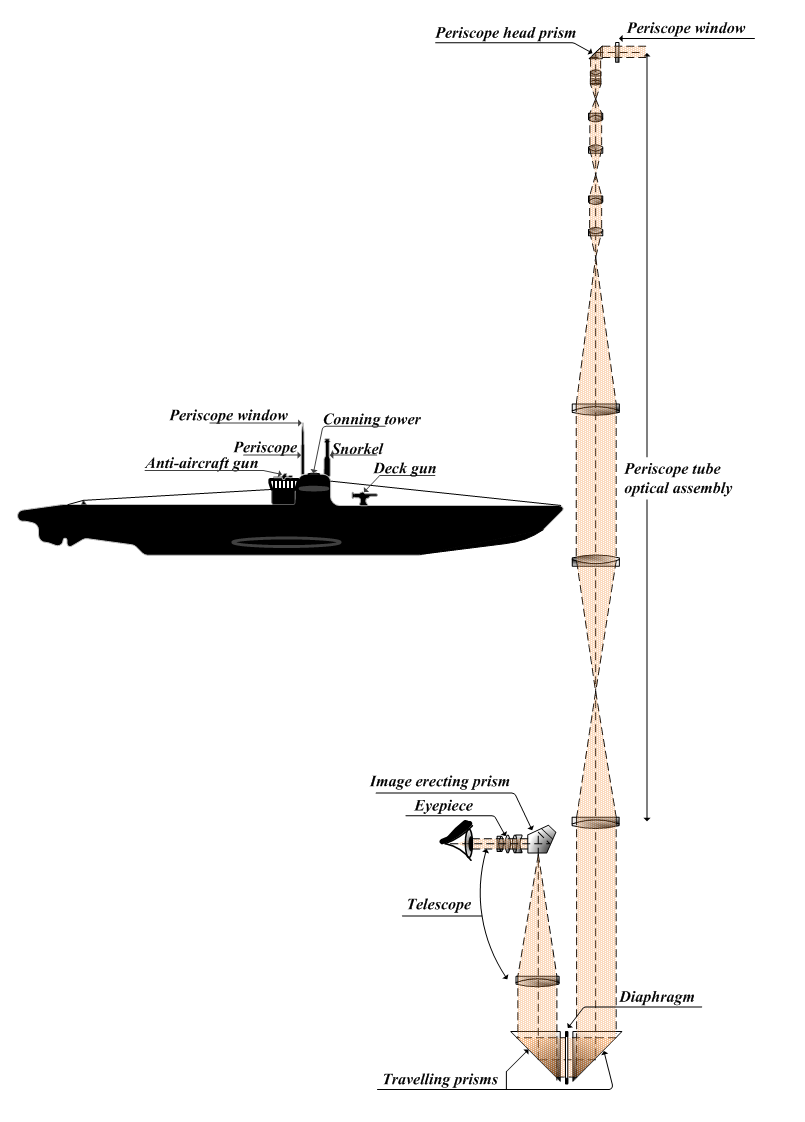
ツァイス製潜水艦潜望鏡の光学設計